# Ansatsu Kyoushitsu (filme)
Ansatsu Kyoushitsu (暗殺教室, Assassination Classroom (título em Portugal) ) é um filme japonês em live-action, dos géneros aventura, comédia e policial, realizado por Eiichirō Hasumi e escrito por Tatsuya Kanazawa, com base no manga homónimo de Yūsei Matsui. Estreou-se no Japão a 21 de março de 2015 e em Portugal a 11 de setembro de 2015 no Festival Internacional de Cinema de Terror de Lisboa (MotelX).

## Argumento
Uma misteriosa combinação estranha de um alienígena e um polvo que move-se a velocidades de Mach 20, é responsável por destruir 75% da Lua, deixando-a na forma de quarto crescente. Com intuição de destruir a Terra, ele faz um acordo com o governo mundial para se tornar o professor da turma 3-E, considerada como a classe da escória do liceu japonês Kunugigaoka, onde ensinará aos alunos a como melhorar suas notas e assassiná-lo. Como o polvo alienígena não tem um nome definido ainda, os alunos da turma 3-E, começam por chamá-lo de Koro-sensei (殺せんせー, Korosensē), uma derivação de "impossível de matar" (殺せない, Korosenai).

## Elenco
- Kazunari Ninomiya como Koro-sensei
- Ryosuke Yamada como Nagisa Shiota
- Masaki Suda como Karma Akabane
- Maika Yamamoto como Kaede Kayano
- Seika Taketomi como Rio Nakamura
- Mio Yūki como Yukiko Kanzaki
- Miku Uehara como Manami Okuda
- Kippei Shiina como Tadaomi Karasuma
- Kouki Osamura como Taiga Okajima
- Takumi Ooka como Ryunosuke Chiba
- Saki Takahashi como Hinata Okano
- Yuuhi Kato como Yuuma Isogai
- Kang Jiyoung como Irina Jelavić
- Okuma Anmi como Kirara Hazama
- Jitsunori Uehera como Manami Okuda
- Miyahara Kanon como Kataoka Megu
- Ken Sugawara como Terasaka Ryoma
- Takao Yuji como Takuya Muramatsu
- Rena Shimura como Hinano Kurahashi
- Hasegawa Titi como Taisei Yoshida
- Arisa Satō como Toka Yada
- Tanaka Nichinan Ayano como Hayami Rinka
- Ryunosuke Okada como Maehara Hiroto
- Arai Shota como Masayoshi Kimura
- Ozawa Guami como Sosuke Sugaya
- Takuya Yoshihara como Kotaro Takebayashi
- Rena Takeda como Yuzuki Fuwa
- Riku Ichikawa como Tomohito Sugino
- Mikawa Yusae como Mimura Koki
- Okada Ryunosuke como Maehara Hiroto
- Kaneko Mion como Sumire Hara
- Kanna Hashimoto como Ritsu
- Seishirō Katō como Itona Horibe
- Wakana Aoi como Ayaka Saitō

## Produção

### Desenvolvimento
No dia 27 de agosto de 2014, foi anunciado que Ryosuke Yamada, integrante da boy band japonesa Hey! Say! JUMP, interpretaria Nagisa Shiota no filme. Kang Jiyoung da girl group Kara foi escolhida para atuar como Irina Jelavić, onde foi sua primeira estreia no cinema.
O professor Koro-sensei foi desenhado em 3D para que o suit actor pudesse interpretá-lo.
O dobrador do Koro-sensei para o filme foi revelado na décima sétima edição de 2015, da revista Weekly Shōnen Jump da editora Shueisha, onde revelou que o integrante Kazunari Ninomiya da boy band Arashi, foi confirmado para interpretar o professor Koro-sensei.

### Filmagem
As filmagens começaram no dia 31 de agosto de 2014 e foram finalizadas a 10 de outubro do mesmo ano.

### Música
O tema musical do filme foi "Korosen Se Shonzu" (殺せんせーションズ), que foi interpretado pela banda japonesa Hey! Say! JUMP na editora discográfica J Storm.

## Lançamento
O filme foi lançado nos cinemas japoneses a 21 de março de 2015, sob a distribuição da Tōhō.

## Sequela
A sequela intitulada Ansatsu Kyoshitsu: Sotsugyo-hen (暗殺教室〜卒業編〜, Ansatsu Kyōshitsu ~Sotsugyō-hen~, lit. Classe de Assassinato ~Edição de Graduação~) foi anunciada pelo estúdio Robot, com data de lançamento definida para 25 de março de 2016.